# Birkala församling
Birkala församling är en församling i Tammerfors stift i Evangelisk-lutherska kyrkan i Finland. Församlingen heter på finska Pirkkalan seurakunta. 
Birkala kyrksocken torde ha kommit till i mitten av 1200-talet. Den nämns första gången i handlingarna år 1374. Vesilahti avskildes som en egen kyrksocken under början av 1300-talet och nämns första gången 1346. Kangasala avskildes från Birkala i slutet av 1300-talet och nämns första gången år 1403. Messuby avskildes från Birkala kyrksocken i början av 1400-talet. I källorna nämns Messuby som ortnamn 1439, som förvaltningssocken 1466 och som kapellförsamling 1540.

## Series pastorum[2]
| Ämbetstid | Namn                    | Levnadstid |  |
| --------- | ----------------------- | ---------- |  |
| 1554-1586 | Petrus Nicolai          |            |  |
| 1587-1600 | Sigfridus Erici         |            |  |
| 1600-1611 | Matthias Philippi       |            |  |
| 1612-1636 | Johannes Stenonis       |            |  |
| 1632-     | Jacobus Pauli Raumannus | -1678      |  |

### Kapellaner
| Ämbetstid | Namn             | Levnadstid | Övrigt |
| --------- | ---------------- | ---------- | ------ |
| 1592      | Sigfrid Matthaei |            |        |
| 1593      | Hendricus Olaj   |            |        |
| 1593      | Simon Thomae     |            |        |